# The Pipe Dreams of Instant Prince Whippet
The Pipe Dreams of Instant Prince Whippet è il 12° extended play del gruppo musicale statunitense Guided by Voices, pubblicato nel 2002 negli Stati Uniti d'America dalla Fading Captain Series. I brani sono outtake provenienti dalle registrazioni dei precedenti album LP, Isolation Drills e Universal Truths and Cycles.

## Tracce
Tutti i brani sono stati scritti da Robert Pollard.
Lato A
1. Visit This Place - 2:35
2. Swooping Engines - 1:47
3. Keep It Coming - 2:40
4. Action Speaks Volumes - 3:23
5. Stronger Lizards - 0:55

Lato B
1. The Pipe Dreams of Instant Prince Whippet - 1:32
2. Request Pharmaceuticals - 2:12
3. For Liberty - 0:54
4. Dig Through My Window - 3:51
5. Beg for a Wheelbarrow - 3:15